# 潘萨盖勒
潘萨盖勒（法語：Pinsaguel，法語發音：[pɛ̃saɡɛl]）是法国上加龙省的一个市镇，属于米雷区。

## 地理
潘萨盖勒（43°30'30"N, 1°23'22"E）面积5.2 平方千米，位于法国奧克西塔尼大區上加龙省，该省份为法国西南部内陆省份，西南端与西班牙接壤，自此顺时针与上比利牛斯省、热尔省、塔恩-加龙省、塔恩省、奥德省和阿列日省接壤。
与潘萨盖勒接壤的市镇（或旧市镇、城区）包括：加龙河畔波尔泰、瓜朗、拉克鲁瓦-法尔加德、潘-瑞斯塔雷、罗克、罗凯特。

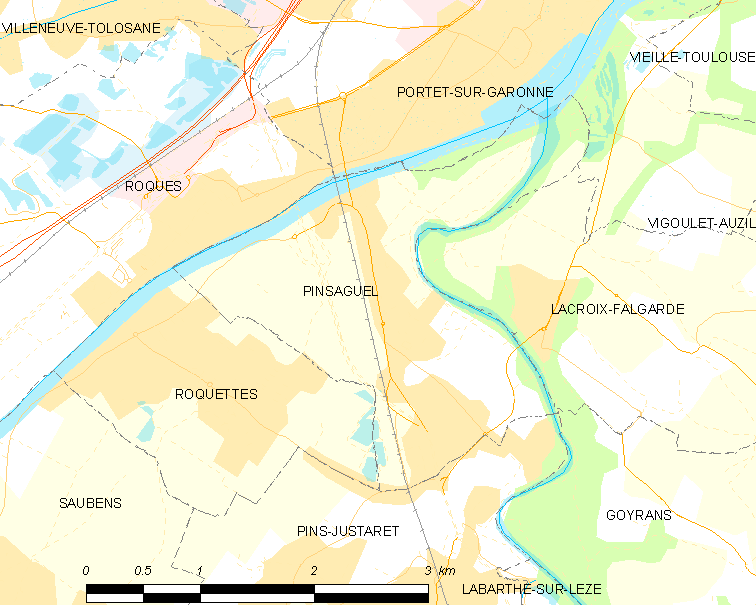
潘萨盖勒的OSM定位图

潘萨盖勒的时区为UTC+01:00、UTC+02:00（夏令时）。

## 行政
潘萨盖勒的邮政编码为31120，INSEE市镇编码为31420。

## 政治
潘萨盖勒所属的省级选区为加龙河畔波尔泰县。

## 人口

1962-2008年间潘萨盖勒人口变化图示

潘萨盖勒于2022年1月1日时的人口数量为2779人。